# Carlota de Borbó-Montpensier
Carlota de Borbó-Montpensier (? 1546/1547 - Anvers, 5 de maig de 1582), filla de Lluís III de Montpensier i Jacqueline de Longwy. El 1559 va ingressar en l'abadia de Nostra Senyora de Jouarre (França), de la que va arribar a ésser abadessa el 1565, retirant-se l'any 1571.
Carlota va morir d'esgotament mentre tenia cura del de seu marit de les ferides que va rebre quan el biscaí Juan Jáuregui va intentar assassinar-lo el 1582.

## Matrimoni i fills
Va ser la quarta esposa de Guillem I d'Orange-Nassau, el principal líder de la revolució holandesa contra els espanyols. La parella es va casar el 12 de juny de 1575 i va tenir sis filles: 
- Lluïsa Juliana d'Orange-Nassau (1576-1644). Casada el 1593 amb Frederic IV del Palatinat (1574-1610).
- Elisabet de Nassau (1577-1642). Casada el 1595 amb Enric de la Tour d'Auvergne, duc de Bouillon, (1555-1623). El seu fill seria el "Gran Turenne".
- Caterina Bèlgica de Nassau (1578-1648). Casada el 1596 amb Felipe Luis d'Hanau (1576-1612).
- Carlota Flandrina de Nassau (1579-1640). Abadessa de Poitiers.
- Emília Anteurpiense (1581-1657). Casada el 1616 amb Federico Casimiro de Zweibrücken (1585-1645), fill de Wolfgang de Baviera.
- Carlota Brabantina de Nassau (1580-1631) casada el 1598 amb Claude de la Trémoïlle.